# Samir Harrag
 (mai 2022).
Samir Harrag est un acteur, auteur, réalisateur et producteur de cinéma français né le 18 juillet 1984 à Paris 11e, ayant grandi à Montreuil (Seine-Saint-Denis). Il est le frère jumeau de Hicham Harrag avec qui il a fondé le Studio Ciné Magueule.

## Biographie
Né le 18 juillet 1984 à Paris 11e et ayant grandi à Montreuil (Seine-Saint-Denis), Samir Harrag est issu d'une famille d'origine marocaine. Dès l'âge de 13 ans il fréquente le théâtre de quartier de Montreuil avec son frère jumeau Hicham Harrag.
En 2005 il entre au Cours Florent où il suit une formation d'acteur avec pour professeur Jean-Yves Roan. Il complète sa formation avec son entrée en 2007 à l'Atelier de la Méthode de l'Actor's Studio avec pour enseignant Joël Bui.
Samir Harrag tourne dans le long métrage Donne-moi la mainde Pascal-Alex Vincent, Trois Souvenirs de ma jeunesse d'Arnaud Desplechin, la série américaine Patriot saison 2 de Steve Conrad, Nos frères blessés de Hélier Cisterne.
En 2014 il fonde le Studio Ciné Magueule avec son frère Hicham Harrag. Les frères jumeaux produisent et réalisent ainsi la web-série en vingt épisodes Ramadance sortie en 2016. Grâce à cette série, lui et son frère Hicham sont repérés par France Télévisions et Cocorico Production. Les jumeaux deviennent ainsi auteurs de la web-série Et toi tu votes ? afin d'inciter les jeunes à voter.
Samir Harrag et son frère Hicham écrivent et réalisent leur premier court-métrage, Sacré Cœur sorti en 2016. Le film obtient plus d'une trentaine de sélections à travers le monde et remporte entre autres, le Prix du Public au Brownsville International Film Festival aux États-Unis et le prix du meilleur scénario et du meilleur film au Festival du Film de Oujda.
En 2018, Samir et Hicham Harrag écrivent et réalisent Nhel Cheitan, court-métrage sélectionné au Short Film Corner du Festival de Cannes 2018.
Grand Gaillard, le troisième court-métrage écrit et réalisé par les frères Harrag remporte le Prix du Jury au LAHFF Film Festival de Londres de 2020 et le Silver Award au Meihodo International Film Festival de New York.
En 2020, Samir Harrag est à l'affiche du long métrage Compatible de Patrick Attali et Thibaut Miche.
Samir Harrag a joué dans le prochain long métrage de Kim Chapiron et Ladj Ly, Le Jeune Imam, dont la sortie est prévue en 2022.

## Filmographie

### Séries télévisées
- 2020 à 2021 : Askip : Samir Hegazi, le prof de maths (saisons 2 et 3 - 12 épisodes)

### Cinéma
- 2007 : Donne-moi la main de Pascal-Alex Vincent
- 2012 : Dracula XO d'Atila Lucas
- 2014 : La Paillasse de Baptiste Drop
- 2015 : Voyoucratie de Fabrice Garcon et Kevin Olivier
- 2015 : Wolf Totem de Jean-Jacques Annaud (doublage voix)
- 2018 : Nos frères blessés de Hélier Cisterne
- 2020 : Compatible de Thibaut Miche et Patrick Attali
- 2022 : Le Jeune Imam de Kim Chapiron et Ladj Ly

### Courts métrages
- 2003 : Saladin de Vincent le Garlantezec
- 2005 : Joyeuse France d'Amélia Craig
- 2006 : Sur le quai de Gabriel Buret
- 2009 : La Petite Lilia de Réda Mustafa
- 2010 : La Trilogie des limbes d'Éric Bu
- 2011 : Le Bruit autour de Julien Darras
- 2013 : Je vois de Al Huynh
- 2014 : Brûle de Sofia Manousha
- 2014 : Un métier bien de Farid Bentoumi
- 2015 : No Mans Land de Hicham et Samir Harrag
- 2015 : La voiture craint de Thomas Cazeaux, Hicham Harrag et Samir Harrag
- 2016 : Je suis excédé de Gaëlle Tournier
- 2016 : Sacré Cœur de Hicham Harrag, Samir Harrag et Al Huynh
- 2017 : Deglet Nour de Sofiane Halis
- 2017 : Chanine de Youcef Khemane
- 2018 : Nhel Cheitan de Hicham Harrag et Samir Harrag
- 2020 : Grand Gaillard de Hicham Harrag et Samir Harrag
- 2021 : Swan dans le centre de Iris Chassaigne
- 2022 : Remakers Training Day de Hicham Harrag et Samir Harrag

### Réalisation courts métrages
- 2015 : No mans Land de Hicham et Samir Harrag
- 2015 : La voiture craint de Hicham et Samir Harrag
- 2015 : L'Eau à emporter de Hicham et Samir Harrag
- 2016 : Sacré Cœur de Hicham et Samir Harrag
- 2018 : Nhel Cheitan de Hicham et Samir Harrag
- 2020 : Grand Gaillard de Hicham et Samir Harrag
- 2022 : Remakers Training Day de Hicham et Samir Harrag

### Web-séries
- 2016 : Ramadance de Hicham et Samir Harrag
- 2017 : Et toi tu votes ? (auteur)